# Babyloniënbroek

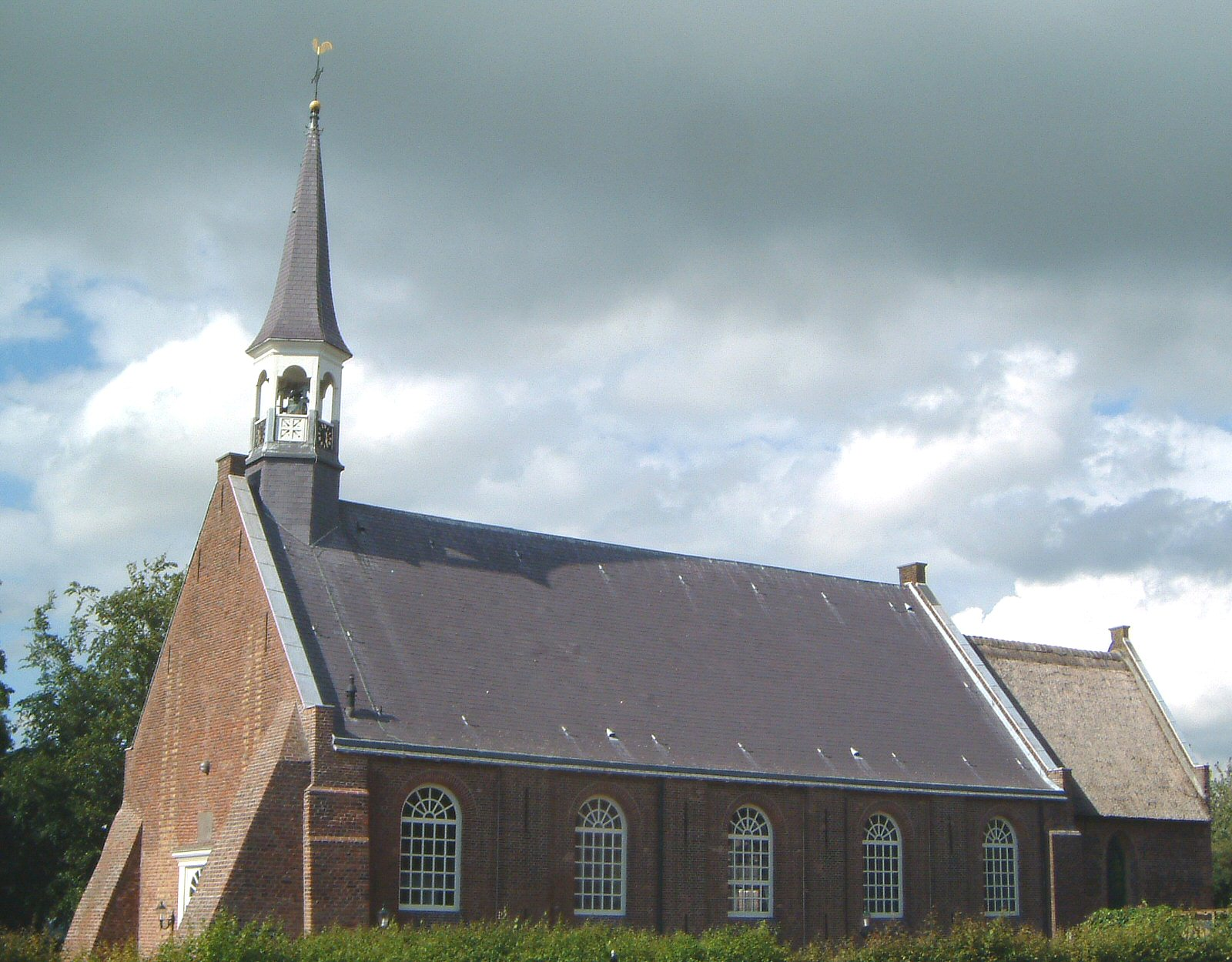
Reformierte Kirche De Korenschoof

Babyloniënbroek ist ein Dorf in der niederländischen Gemeinde Altena (bis 2018 Aalburg) im Norden der Provinz Nordbrabant. Das Dorf hatte 465 Einwohner am 1. Januar 2024.